# Хой, Крис
Сэр Кристофер Эндрю «Крис» Хой (англ. Sir Christopher Andrew "Chris" Hoy, род. 23 марта 1976 года в Эдинбурге, Шотландия) — шотландский профессиональный трековый велогонщик, шестикратный олимпийский чемпион, 11-кратный чемпион мира, двукратный чемпион Игр Содружества и автогонщик, победитель Европейской серии Ле-Ман в классе LMP3 (2015). Член ордена Британской империи (2005), рыцарь-бакалавр (2009). До 2016 года обладатель наибольшего количества золотых олимпийских наград (наряду с Джейсоном Кенни, у каждого было по шесть медалей высшей пробы на тот момент) в истории велоспорта и в истории Великобритании.
В 2008 году на Олимпийских играх в Пекине стал вторым в истории британским спортсменом после пловца Генри Тейлора, выигравшим три золотые медали на одних Олимпийских играх.
Только на Олимпийских играх и чемпионатах мира Хой завоевал 31 награду, 17 из которых — золотые.
В 2003 и 2008 годах признавался Би-би-си лучшим спортсменом Шотландии, а в 2008 году также и лучшим спортсменом Великобритании (Хой стал всего лишь вторым в истории велогонщиком, удостоенным этой награды, после Тома Симпсона в 1965 году).
Является почётным доктором Эдинбургского университета (2005) и университета Сент-Эндрюс (2009).
Примечательно, что Хой родился в один день с разницей в 12 лет с другим прославленным британский велогонщиком 7-кратным олимпийским чемпионом Джейсоном Кенни.
Осенью 2023 года спортсмену был диагностирован первичный рак предстательной железы в последней стадии, который дал метастазы в кости.